# Championnat du monde moins de 18 ans de hockey sur glace 2023
Navigation
Édition 2022 Édition 2024
Le Championnat du monde moins de 18 ans de hockey sur glace 2023 est la 24e édition de cette compétition de hockey sur glace organisée par la Fédération internationale de hockey sur glace. Il a lieu du 20 au 30 avril 2023 2022 à Bâle et Porrentruy en Suisse.
Les divisions inférieures sont disputées indépendamment du groupe élite.

## Format de la compétition
| Niveau         | Nombre d'équipes | Date                       | Lieu               |
| -------------- | ---------------- | -------------------------- | ------------------ |
| Division élite | 10               | du 20 au 30 avril 2023     | Bâle et Porrentruy |
| Division IA    | 6                | du 23 au 29 avril 2023     | Angers             |
| Division IB    | 6                | du 10 au 16 avril 2023     | Bled               |
| Division IIA   | 6                | du 9 au 15 avril 2023      | Belgrade           |
| Division IIB   | 6                | du 27 mars au 2 avril 2023 | Sofia              |
| Division IIIA  | 6                | du 12 au 18 mars 2023      | Reykjavik          |
| Division IIIB  | 4                | du 13 au 16 mars 2023      | Cap                |

Le groupe principal (Division Élite) regroupe 10 équipes réparties en deux poules de 5 qui disputent un tour préliminaire. Les 4 premiers de chaque poule sont qualifiés pour les quarts de finale et les derniers de chaque poule s'affrontent en 2 matchs gagnants où le perdant est relégué en Division IA.
Pour les autres divisions, les équipes s’affrontent entre elles et, à l'issue de la compétition, le premier est promu dans la division supérieure et le dernier est relégué dans la division inférieure, sauf en Division IIIB où il n'y a pas de relégation.
Lors des phases de poule, les points sont attribués ainsi :
- victoire : 3 points ;
- victoire en prolongation ou aux tirs de fusillade : 2 points ;
- défaite en prolongation ou aux tirs de fusillade : 1 point ;
- défaite : 0 point.

## Division Élite
La Division Élite regroupe 10 équipes, réparties en deux groupes :
| Groupe A                                  | Groupe B                                    |
| ----------------------------------------- | ------------------------------------------- |
| Allemagne Canada Slovaquie Suède Tchéquie | États-Unis Finlande Lettonie Norvège Suisse |

### Sites
| \| Bâle Porrentruy \| Localisation des villes de Bâle et Porrentruy au nord de la Suisse. |
| Bâle Porrentruy                                                                           |

| Bâle                                 | Porrentruy                        |
|                                      |                                   |
| Arena Saint-Jacques Capacité : 6 600 | Raiffeisen Arena Capacité : 5 178 |

### Officiels
22 officiels, arbitres et juges de lignes, participent à la compétition (entre parenthèses, leurs numéros de maillots) :
| Micha Hebeisen (12) Martin Jobbágy (13) Loic Ruprecht (14) Christian Ofner (15) Geoffrey Barcelo (16) Riku Brander (17) Lukas Kohlmüller (18) Adam Kika (19) Dominic Cadieux (20) Nolan Bloyer (21) Luděk Pilný (23) Daniel Eriksson (25) |

| Dominik Schlegel (51) Shane Gustafson (52) Markus Merk (57) Emil Dalsgaard (59) Lukáš Rampír (60) Nicolas Boivin (61) Simon Riecken (62) Oto Durmis (63) Niko Jusi (64) Tobias Nordlander (65) |

### Tour préliminaire

#### Groupe A

##### Classement
| Clt   | Équipe      | PJ | V | VP | D | DP | BP | BC | Diff | Pts |
| ----- | ----------- | -- | - | -- | - | -- | -- | -- | ---- | --- |
| +001, | Suède       | 4  | 4 | 0  | 0 | 0  | 18 | 3  | +15  | 12  |
| +002, | Canada      | 4  | 3 | 0  | 1 | 0  | 20 | 14 | +6   | 9   |
| +003, | Slovaquie P | 4  | 1 | 1  | 2 | 0  | 15 | 15 | 0    | 5   |
| +004, | Tchéquie    | 4  | 1 | 0  | 2 | 1  | 12 | 14 | -2   | 4   |
| +005, | Allemagne   | 4  | 0 | 0  | 4 | 0  | 5  | 24 | -19  | 0   |

- en gras, qualifié pour les quarts de finale
- en italique, joue le tour de relégation

##### Matchs
| 20 avril | Canada | 0-8 (0-5, 0-1, 0-2) | Suède | Raiffeisen Arena, Porrentruy 1 998 spectateurs |

| Feuille de match                              | Feuille de match | Feuille de match                | Feuille de match | Feuille de match                                                                             |
| --------------------------------------------- | ---------------- | ------------------------------- | --- | -------------------------------------------------------------------------------------------- |
|                                               |                  | 0-1 0-2 0-3 0-4 0-5 0-6 0-7 0-8 | Stenberg (Willander, Unger Sörum) — 3 min 33 s Nordh (Sandin Pellikka) — 4 min 53 s Dower Nilsson (Pellikka, Forsfjäll) — 10 min 43 s Sandin Pellikka (Stenberg, Lindstein) — 12 min 51 s Wahlberg (Forsfjäll) — 13 min 28 s (JS) Forsfjäll (Lindstein, Sandin Pellikka) — 25 min 32 s (SN) Stenberg (Wahlberg, Sandin Pellikka) — 41 min 44 s (2 SN) Unger Sörum (Stenberg, Wahlberg) — 56 min 8 s | Arbitrage : Adam Kika et Lukas Kohlmüller Juges de lignes : Lukas Rampir et Dominik Schlegel |
| Bjarnason (13 min 28 s) D'Aigle (46 min 32 s) | Gardiens         | Erliden                         | | Arbitrage : Adam Kika et Lukas Kohlmüller Juges de lignes : Lukas Rampir et Dominik Schlegel |
| 6 min                                         | Pénalités        | 60 min                          | | Arbitrage : Adam Kika et Lukas Kohlmüller Juges de lignes : Lukas Rampir et Dominik Schlegel |
| 30                                            | Tirs             | 24                              | | Arbitrage : Adam Kika et Lukas Kohlmüller Juges de lignes : Lukas Rampir et Dominik Schlegel |

| 20 avril | Tchéquie | 2-3 (TB) (0-1, 2-1, 0-0, 0-0, 0-1) | Slovaquie | Raiffeisen Arena, Porrentruy 1 193 spectateurs |

| Feuille de match | Feuille de match                                                     | Feuille de match    | Feuille de match                                                                                              | Feuille de match                                                                               |
| ---------------- | -------------------------------------------------------------------- | ------------------- | --- | ---------------------------------------------------------------------------------------------- |
|                  | - Csabi (Jecho, Vochvest) — 37 min 38 s Šalé (Šimek) — 39 min 26 s - | 0-1 0-2 1-2 2-2 2-3 | Cedzo (Štrbák, Jenčko) — 10 min 24 s (SN) Cedzo (Kukumberg, Pišoja) — 23 min 35 s (SN) - Jenčko — 65 min (TB) | Arbitrage : Micha Hebeisen et Loic Ruprecht Juges de lignes : Shane Gustafson et Simon Riecken |
| Hrabal           | Gardiens                                                             | Urban               | | Arbitrage : Micha Hebeisen et Loic Ruprecht Juges de lignes : Shane Gustafson et Simon Riecken |
| 37 min           | Pénalités                                                            | 2 min               | | Arbitrage : Micha Hebeisen et Loic Ruprecht Juges de lignes : Shane Gustafson et Simon Riecken |
| 23               | Tirs                                                                 | 42                  | | Arbitrage : Micha Hebeisen et Loic Ruprecht Juges de lignes : Shane Gustafson et Simon Riecken |

| 21 avril | Canada | 8-0 (2-0, 3-0, 3-0) | Allemagne | Raiffeisen Arena, Porrentruy 968 spectateurs |

| Feuille de match | Feuille de match | Feuille de match                | Feuille de match | Feuille de match                                                                            |
| ---------------- | --- | ------------------------------- | ---------------- | ------------------------------------------------------------------------------------------- |
|                  | Lardis (Martone, Ritchie) — 15 min 6 s (SN) Wood (Cristall, Celebrini) — 16 min 45 s (SN) Dragicevic (Bjarnason) — 30 min 39 s (SN) Martone (MacDonell, Halaburda) — 31 min 59 s Wood (Celebrini, Ritchie) — 35 min Ritchie (Celebrini, Allen) — 46 min 30 s Lardis (Catton, Martone) — 55 min 5 s Lardis (Allen, Ritchie) — 58 min 55 s (SN) | 1-0 2-0 3-0 4-0 5-0 6-0 7-0 8-0 |                  | Arbitrage : Martin Jobbágy et Christian Ofner Juges de lignes : Emil Dalsgaard et Niko Jusi |
| Bjarnason        | Gardiens | Willerscheid                    |                  | Arbitrage : Martin Jobbágy et Christian Ofner Juges de lignes : Emil Dalsgaard et Niko Jusi |
| 6 min            | Pénalités | 39 min                          |                  | Arbitrage : Martin Jobbágy et Christian Ofner Juges de lignes : Emil Dalsgaard et Niko Jusi |
| 50               | Tirs | 11                              |                  | Arbitrage : Martin Jobbágy et Christian Ofner Juges de lignes : Emil Dalsgaard et Niko Jusi |

| 21 avril | Slovaquie | 3-5 (1-3, 0-0, 2-2) | Suède | Raiffeisen Arena, Porrentruy 1 287 spectateurs |

| Feuille de match | Feuille de match | Feuille de match                | Feuille de match | Feuille de match                                                                             |
| ---------------- | --- | ------------------------------- | --- | -------------------------------------------------------------------------------------------- |
|                  | - Pekarčík (Masnica, Štrbák) — 15 min 52 s (SN) - Masnica (Dvorský, Pekarčík) — 51 min 51 s (SN) Kukumberg (Jenčko, Cedzo) — 53 min 59 s - | 0-1 0-2 1-2 1-3 2-3 3-3 3-4 3-5 | Lindstein (Forsfjäll, Dower Nilsson) — 4 min 35 s (SN) Sandin Pellikka (Forsfjäll, Lindstein) — 10 min 39 s (SN) - Edstrom (Stenberg, Kangas) — 16 min 44 s - Wahlberg — 56 min 14 s Unger Sörum (Lindstein) — 59 min 54 s (CV) | Arbitrage : Geoffrey Barcelo et Nolan Bloyer Juges de lignes : Nicolas Boivin et Markus Merk |
| Urban            | Gardiens | Erliden                         | | Arbitrage : Geoffrey Barcelo et Nolan Bloyer Juges de lignes : Nicolas Boivin et Markus Merk |
| 6 min            | Pénalités | 10 min                          | | Arbitrage : Geoffrey Barcelo et Nolan Bloyer Juges de lignes : Nicolas Boivin et Markus Merk |
| 26               | Tirs | 52                              | | Arbitrage : Geoffrey Barcelo et Nolan Bloyer Juges de lignes : Nicolas Boivin et Markus Merk |

| 22 avril | Allemagne | 1-7 (0-3, 0-3, 1-1) | Tchéquie | Raiffeisen Arena, Porrentruy 787 spectateurs |

| Feuille de match                                    | Feuille de match                          | Feuille de match                | Feuille de match | Feuille de match                                                                              |
| --------------------------------------------------- | ----------------------------------------- | ------------------------------- | --- | --------------------------------------------------------------------------------------------- |
|                                                     | - Brandl (Bicker, Homann) — 56 min 42 s - | 0-1 0-2 0-3 0-4 0-5 0-6 1-6 1-7 | Židlický (Šimek, Dvořák) — 2 min 15 s (SN) Šalé — 10 min 8 s (IN) Šalé — 13 min 9 s (TP) Dvořák (Felcman, Fábry) — 20 min 36 s Hradec (Dvořák, Jiříček) — 23 min 19 s Hradec (Kučera, Matějíček) — 25 min 41 s - Petr (Jecho, Eichler) — 58 min 58 s | Arbitrage : Dominic Cadieux et Daniel Eriksson Juges de lignes : Emil Dalsgaard et Oto Durmis |
| Ankirchner (20 min 36 s) Willerscheid (39 min 24 s) | Gardiens                                  | Hrabal                          | | Arbitrage : Dominic Cadieux et Daniel Eriksson Juges de lignes : Emil Dalsgaard et Oto Durmis |
| 33 min                                              | Pénalités                                 | 16 min                          | | Arbitrage : Dominic Cadieux et Daniel Eriksson Juges de lignes : Emil Dalsgaard et Oto Durmis |
| 30                                                  | Tirs                                      | 35                              | | Arbitrage : Dominic Cadieux et Daniel Eriksson Juges de lignes : Emil Dalsgaard et Oto Durmis |

| 23 avril | Slovaquie | 3-4 (0-1, 1-2, 2-1) | Canada | Raiffeisen Arena, Porrentruy 1 751 spectateurs |

| Feuille de match | Feuille de match | Feuille de match            | Feuille de match | Feuille de match                                                                             |
| ---------------- | --- | --------------------------- | --- | -------------------------------------------------------------------------------------------- |
|                  | - Dvorský (Eperješi) — 37 min 31 s Císar (Kukumberg, Gron) — 42 min 24 s - Pekarčík (Štrbák, Dvorský) — 59 min 10 s (JS) | 0-1 0-2 0-3 1-3 2-3 2-4 3-4 | Barlow (Price, Allen) — 50 s Ritchie (Wood, Celebrini) — 23 min 28 s Martone (MacDonell) — 34 min 50 s (IN) - Celebrini (Wood, Dragicevic) — 53 min 5 s (SN) - | Arbitrage : Geoffrey Barcelo et Luděk Pilný Juges de lignes : Emil Dalsgaard et Lukáš Rampír |
| Fürsten          | Gardiens | Bjarnason                   | | Arbitrage : Geoffrey Barcelo et Luděk Pilný Juges de lignes : Emil Dalsgaard et Lukáš Rampír |
| 8 min            | Pénalités | 6 min                       | | Arbitrage : Geoffrey Barcelo et Luděk Pilný Juges de lignes : Emil Dalsgaard et Lukáš Rampír |
| 25               | Tirs | 42                          | | Arbitrage : Geoffrey Barcelo et Luděk Pilný Juges de lignes : Emil Dalsgaard et Lukáš Rampír |

| 23 avril | Suède | 2-0 (0-0, 0-0, 2-0) | Tchéquie | Raiffeisen Arena, Porrentruy 1 558 spectateurs |

| Feuille de match | Feuille de match                                                                             | Feuille de match | Feuille de match | Feuille de match                                                                              |
| ---------------- | -------------------------------------------------------------------------------------------- | ---------------- | ---------------- | --------------------------------------------------------------------------------------------- |
|                  | Willander (Unger Sörum, Stenberg) — 48 min 12 s (2 SN) Stenberg (Edstrom) — 59 min 55 s (CV) | 1-0 2-0          |                  | Arbitrage : Martin Jobbágy et Lukas Kohlmüller Juges de lignes : Markus Merk et Simon Riecken |
| Erliden          | Gardiens                                                                                     | Hrabal           |                  | Arbitrage : Martin Jobbágy et Lukas Kohlmüller Juges de lignes : Markus Merk et Simon Riecken |
| 8 min            | Pénalités                                                                                    | 10 min           |                  | Arbitrage : Martin Jobbágy et Lukas Kohlmüller Juges de lignes : Markus Merk et Simon Riecken |
| 31               | Tirs                                                                                         | 15               |                  | Arbitrage : Martin Jobbágy et Lukas Kohlmüller Juges de lignes : Markus Merk et Simon Riecken |

| 24 avril | Allemagne | 4-6 (1-1, 3-2, 0-3) | Slovaquie | Raiffeisen Arena, Porrentruy 548 spectateurs |

| Feuille de match | Feuille de match | Feuille de match                        | Feuille de match | Feuille de match                                                                             |
| ---------------- | --- | --------------------------------------- | --- | -------------------------------------------------------------------------------------------- |
|                  | - Panocha (Vinzens, Sumpf) — 17 min 17 s (SN) Sumpf (Tropmann, Bosecker) — 21 min 32 s (SN) - Schreiner (Müller, Tropmann) — 26 min 2 s (JS) Bicker (Brandl, Panocha) — 29 min 16 s - | 0-1 1-1 2-1 2-2 3-2 4-2 4-3 4-4 4-5 4-6 | Dvorský (Pekarčík) — 15 min 9 s (SN) - Jenčko (Štrbák, Pekarčík) — 22 min 31 s - Dvorský (Cedzo) — 36 min Dvorský (Chromiak, Cedzo) — 51 min 37 s Dvorský (Císar, Pekarčík) — 57 min 37 s (SN) Pekarčík (Dvorský, Štrbák) — 59 min 20 s (CV) | Arbitrage : Nolan Bloyer et Riku Brander Juges de lignes : Nicolas Boivin et Shane Gustafson |
| Willerscheid     | Gardiens | Urban                                   | | Arbitrage : Nolan Bloyer et Riku Brander Juges de lignes : Nicolas Boivin et Shane Gustafson |
| 31 min           | Pénalités | 10 min                                  | | Arbitrage : Nolan Bloyer et Riku Brander Juges de lignes : Nicolas Boivin et Shane Gustafson |
| 27               | Tirs | 38                                      | | Arbitrage : Nolan Bloyer et Riku Brander Juges de lignes : Nicolas Boivin et Shane Gustafson |

| 25 avril | Suède | 3-0 (0-0, 0-0, 3-0) | Allemagne | Raiffeisen Arena, Porrentruy 2 653 spectateurs |

| Feuille de match | Feuille de match | Feuille de match | Feuille de match | Feuille de match                                                                              |
| ---------------- | --- | ---------------- | ---------------- | --------------------------------------------------------------------------------------------- |
|                  | Edström (Stenberg, Willander) — 50 min 42 s Willander (Stenberg, Edström) — 56 min 31 s (SN) Kangas (Nordh, Bergström) — 58 min 14 s (CV) | 1-0 2-0 3-0      |                  | Arbitrage : Christian Ofner et Loic Ruprecht Juges de lignes : Nicolas Boivin et Lukáš Rampír |
| Thelin           | Gardiens | Pertuch          |                  | Arbitrage : Christian Ofner et Loic Ruprecht Juges de lignes : Nicolas Boivin et Lukáš Rampír |
| 2 min            | Pénalités | 10 min           |                  | Arbitrage : Christian Ofner et Loic Ruprecht Juges de lignes : Nicolas Boivin et Lukáš Rampír |
| 28               | Tirs | 14               |                  | Arbitrage : Christian Ofner et Loic Ruprecht Juges de lignes : Nicolas Boivin et Lukáš Rampír |

| 25 avril | Tchéquie | 3-8 (0-2, 2-3, 1-3) | Canada | Raiffeisen Arena, Porrentruy 2 653 spectateurs |

| Feuille de match                         | Feuille de match                                                                                        | Feuille de match                            | Feuille de match | Feuille de match                                                                                |
| ---------------------------------------- | --- | ------------------------------------------- | --- | ----------------------------------------------------------------------------------------------- |
|                                          | - Šalé (Petr, Hradec) — 30 min 4 s (SN) - Felcman (Šalé) — 37 min 18 s - Matějíček (Petr) — 56 min 25 s | 0-1 0-2 0-3 1-3 1-4 2-4 2-5 2-6 2-7 2-8 3-8 | Barlow (Howe) — 17 min 16 s Wood (Ritchie) — 17 min 40 s Wood (Celebrini, Price) — 20 min 14 s - Wood (Heidt, Barlow) — 33 min 32 s (SN) - Halaburda (Pharand, Martone) — 38 min 24 s Martone (Halaburda, Price) — 42 min 54 s Lardis (Cristall, Catton) — 44 min 49 s (SN) Dragicevic (Celebrini, Ritchie) — 52 min 39 s - | Arbitrage : Daniel Eriksson et Micha Hebeisen Juges de lignes : Markus Merk et Dominik Schlegel |
| Hrabal (44 min 49 s) Kavan (15 min 11 s) | Gardiens                                                                                                | Bjarnason                                   | | Arbitrage : Daniel Eriksson et Micha Hebeisen Juges de lignes : Markus Merk et Dominik Schlegel |
| 8 min                                    | Pénalités                                                                                               | 29 min                                      | | Arbitrage : Daniel Eriksson et Micha Hebeisen Juges de lignes : Markus Merk et Dominik Schlegel |
| 26                                       | Tirs | 45                                          | | Arbitrage : Daniel Eriksson et Micha Hebeisen Juges de lignes : Markus Merk et Dominik Schlegel |

#### Groupe B

##### Classement
| Clt   | Équipe     | PJ | V | VP | D | DP | BP | BC | Diff | Pts |
| ----- | ---------- | -- | - | -- | - | -- | -- | -- | ---- | --- |
| +001, | États-Unis | 4  | 4 | 0  | 0 | 0  | 37 | 6  | +31  | 12  |
| +002, | Finlande   | 4  | 3 | 0  | 1 | 0  | 23 | 14 | +9   | 9   |
| +003, | Suisse H   | 4  | 2 | 0  | 2 | 0  | 12 | 15 | -3   | 6   |
| +004, | Lettonie   | 4  | 1 | 0  | 3 | 0  | 5  | 17 | -12  | 3   |
| +005, | Norvège P  | 4  | 0 | 0  | 4 | 0  | 3  | 28 | -25  | 0   |

- en gras, qualifié pour les quarts de finale
- en italique, joue le tour de relégation

##### Matchs
| 20 avril | États-Unis | 7-1 (0-0, 3-0, 4-1) | Lettonie | Arena Saint-Jacques, Bâle 810 spectateurs |

| Feuille de match                               | Feuille de match | Feuille de match                | Feuille de match                | Feuille de match                                                                                |
| ---------------------------------------------- | --- | ------------------------------- | ------------------------------- | ----------------------------------------------------------------------------------------------- |
|                                                | Eiserman (Hagens, Hutson) — 20 min 59 s (SN) Leonard (Perreault, Terrance) — 30 min 5 s (SN) Smith (Leonard, Hutson) — 34 min 15 s Moore (Hutson, Eiserman) — 40 min 22 s - Smith (Perreault, Leonard) — 44 min 5 s (2 SN) Guzzo (Nelson, Minnetian) — 54 min 15 s Schulz (Moore, Terrance) — 55 min 29 s | 1–0 2–0 3–0 4–0 4–1 5–1 6–1 7–1 | - Niedrājs — 41 min 43 s (IN) - | Arbitrage : Geoffrey Barcelo et Riku Brander Juges de lignes : Markus Merk et Tobias Nordlander |
| Augustine (53 min 12 s) Slukynsky (6 min 48 s) | Gardiens | Ozols (40 min) Mauriņš (20 min) |                                 | Arbitrage : Geoffrey Barcelo et Riku Brander Juges de lignes : Markus Merk et Tobias Nordlander |
| 8 min                                          | Pénalités | 39 min                          |                                 | Arbitrage : Geoffrey Barcelo et Riku Brander Juges de lignes : Markus Merk et Tobias Nordlander |
| 36                                             | Tirs | 24                              |                                 | Arbitrage : Geoffrey Barcelo et Riku Brander Juges de lignes : Markus Merk et Tobias Nordlander |

| 20 avril | Finlande | 4-2 (0-0, 2-2, 2-0) | Suisse | Arena Saint-Jacques, Bâle 1 988 spectateurs |

| Feuille de match | Feuille de match | Feuille de match        | Feuille de match                                                                    | Feuille de match                                                                       |
| ---------------- | --- | ----------------------- | ----------------------------------------------------------------------------------- | -------------------------------------------------------------------------------------- |
|                  | Järventie (Nurmi, Kiiskinen) — 25 min 41 s (SN) Leppä (Lind) — 26 min 16 s - Halttunen (Alasiurua, Pieniniemi) — 51 min 41 s Nurmi (Kiviharju, Hynninen) — 57 min 59 s (CV) | 1-0 2-0 2-1 2-2 3-2 4-2 | - Braillard (Schneller, Dorthe) — 36 min 7 s (SN) Wagner (E. Meier) — 38 min 24 s - | Arbitrage : Nolan Bloyer et Luděk Pilný Juges de lignes : Nicolas Boivin et Oto Durmis |
| Vinni            | Gardiens | Huet                    |                                                                                     | Arbitrage : Nolan Bloyer et Luděk Pilný Juges de lignes : Nicolas Boivin et Oto Durmis |
| 10 min           | Pénalités | 12 min                  |                                                                                     | Arbitrage : Nolan Bloyer et Luděk Pilný Juges de lignes : Nicolas Boivin et Oto Durmis |
| 37               | Tirs | 18                      |                                                                                     | Arbitrage : Nolan Bloyer et Luděk Pilný Juges de lignes : Nicolas Boivin et Oto Durmis |

| 21 avril | Lettonie | 2-5 (0-1, 0-3, 2-1) | Finlande | Arena Saint-Jacques, Bâle 342 spectateurs |

| Feuille de match                  | Feuille de match                                                                   | Feuille de match            | Feuille de match | Feuille de match                                                                                      |
| --------------------------------- | ---------------------------------------------------------------------------------- | --------------------------- | --- | --- |
|                                   | - Niedrājs (Ansons) — 44 min 52 s - Streikišs (Bulāns, Livšics) — 53 min 59 s (SN) | 0-1 0-2 0-3 0-4 1-4 1-5 2-5 | Kumpulainen (Uronen) — 1 min 25 s Hynninen (Nurmi, Järventie) — 30 min 53 s (SN) Halttunen (Helenius, Alasiurua) — 37 min 12 s Uronen (Muhonen, Järventie) — 38 min 7 s - Kumpulainen (Kiviharju, Kangas) — 46 min 12 s - | Arbitrage : Dominic Cadieux et Daniel Ericksson Juges de lignes : Shane Gustafson et Dominik Schlegel |
| Ozols (40 min) Feldbergs (20 min) | Gardiens                                                                           | Vedenpää                    | | Arbitrage : Dominic Cadieux et Daniel Ericksson Juges de lignes : Shane Gustafson et Dominik Schlegel |
| 4 min                             | Pénalités                                                                          | 6 min                       | | Arbitrage : Dominic Cadieux et Daniel Ericksson Juges de lignes : Shane Gustafson et Dominik Schlegel |
| 21                                | Tirs                                                                               | 47                          | | Arbitrage : Dominic Cadieux et Daniel Ericksson Juges de lignes : Shane Gustafson et Dominik Schlegel |

| 21 avril | Norvège | 0-5 (0-2, 0-2, 0-1) | Suisse | Arena Saint-Jacques, Bâle 2 126 spectateurs |

| Feuille de match                                | Feuille de match | Feuille de match    | Feuille de match | Feuille de match                                                                          |
| ----------------------------------------------- | ---------------- | ------------------- | --- | ----------------------------------------------------------------------------------------- |
|                                                 |                  | 0-1 0-2 0-3 0-4 0-5 | Kaderli (Gredig, Muggli) — 7 min 58 s R. Meier (Braillard, S. Meier) — 12 min 51 s (SN) Dorthe (Reber, Ustinkov) — 27 min 30 s Schneller (Reber, Gredig) — 31 min 4 s Wagner (E. Meier) — 59 min 14 s | Arbitrage : Riku Brander et Adam Kika Juges de lignes : Tobias Nordlander et Lukáš Rampír |
| Bjørnsgaard (31 min 4 s) Lundberg (28 min 56 s) | Gardiens         | Huet                | | Arbitrage : Riku Brander et Adam Kika Juges de lignes : Tobias Nordlander et Lukáš Rampír |
| 16 min                                          | Pénalités        | 14 min              | | Arbitrage : Riku Brander et Adam Kika Juges de lignes : Tobias Nordlander et Lukáš Rampír |
| 20                                              | Tirs             | 23                  | | Arbitrage : Riku Brander et Adam Kika Juges de lignes : Tobias Nordlander et Lukáš Rampír |

| 22 avril | Norvège | 1-12 (0-4, 1-5, 0-3) | États-Unis | Arena Saint-Jacques, Bâle 732 spectateurs |

| Feuille de match                                 | Feuille de match                            | Feuille de match                                       | Feuille de match | Feuille de match                                                                            |
| ------------------------------------------------ | ------------------------------------------- | ------------------------------------------------------ | --- | ------------------------------------------------------------------------------------------- |
|                                                  | - Vatne (Karlsen, Amundsen) — 25 min 35 s - | 0–1 0–2 0–3 0–4 1–4 1–5 1–6 1–7 1–8 1–9 1–10 1–11 1–12 | Eiseman (Moore, Vote) — 1 min 45 s (SN) Perreault (Smith) — 3 min 54 s Eiserman (Fine) — 10 min 29 s Leonard (Perreault, Hutson) — 13 min 4 s - Smith (Leonard, Perreault) — 26 min 5 s Perreault (Leonard, Smith) — 29 min 15 s Eiserman (Hagens) — 31 min 42 s Nelson (Hendrickson, Fischer) — 32 min 37 s Perreault (Vote, Smith) — 33 min 10 s Slaggert (Nelson) — 45 min 19 s (IN) Eiserman (Vote, Schulz) — 48 min 34 s (SN) Moore (Fine, Terrance) — 54 min 10 s | Arbitrage : Micha Hebeisen et Lukas Kohlmüller Juges de lignes : Niko Jusi et Simon Riecken |
| Lundberg (32 min 37 s) Bjørnsgaard (27 min 23 s) | Gardiens                                    | Musser                                                 | | Arbitrage : Micha Hebeisen et Lukas Kohlmüller Juges de lignes : Niko Jusi et Simon Riecken |
| 6 min                                            | Pénalités                                   | 8 min                                                  | | Arbitrage : Micha Hebeisen et Lukas Kohlmüller Juges de lignes : Niko Jusi et Simon Riecken |
| 15                                               | Tirs                                        | 61                                                     | | Arbitrage : Micha Hebeisen et Lukas Kohlmüller Juges de lignes : Niko Jusi et Simon Riecken |

| 23 avril | Suisse | 5-1 (2-1, 1-0, 2-0) | Lettonie | Arena Saint-Jacques, Bâle 3 277 spectateurs |

| Feuille de match | Feuille de match | Feuille de match        | Feuille de match                                  | Feuille de match                                                                                |
| ---------------- | --- | ----------------------- | ------------------------------------------------- | ----------------------------------------------------------------------------------------------- |
|                  | Reber (Pedrazzini, Bünzli) — 2 min 6 s - Braillard (Bünzli) — 18 min 13 s (IN) E. Meier (Wagner, Ustinkov) — 30 min 31 s Ustinkov (Reber, E. Meier) — 44 min 23 s (SN) Braillard (Graf, Schneller) — 57 min 37 s (SN) | 1-0 1-1 2-1 3-1 4-1 5-1 | - Mateiko (Livšics, Krūmiņš) — 13 min 25 s (SN) - | Arbitrage : Dominic Cadieux et Christian Ofner Juges de lignes : Niko Jusi et Tobias Nordlander |
| Huet             | Gardiens | Ozols                   |                                                   | Arbitrage : Dominic Cadieux et Christian Ofner Juges de lignes : Niko Jusi et Tobias Nordlander |
| 10 min           | Pénalités | 8 min                   |                                                   | Arbitrage : Dominic Cadieux et Christian Ofner Juges de lignes : Niko Jusi et Tobias Nordlander |
| 21               | Tirs | 18                      |                                                   | Arbitrage : Dominic Cadieux et Christian Ofner Juges de lignes : Niko Jusi et Tobias Nordlander |

| 23 avril | États-Unis | 8-4 (2-2, 3-1, 3-1) | Finlande | Arena Saint-Jacques, Bâle 1 442 spectateurs |

| Feuille de match | Feuille de match | Feuille de match                                | Feuille de match | Feuille de match                                                                                   |
| ---------------- | --- | ----------------------------------------------- | --- | -------------------------------------------------------------------------------------------------- |
|                  | Moore (Fine) — 1 min 4 s Minnetian (Smith, Perreault) — 3 min 45 s - Eiserman (Huutson, Hagens) — 23 min 58 s (SN) Hagens (Vote) — 28 min 22 s - Smith (Buium) — 38 min 54 s Terrance (Perreault, Smith) — 43 min - Perreault (Smith, Leonard) — 55 min 14 s Leonard (Perreault, Smith) — 59 min 1 s | 1-0 2-0 2-1 2-2 3-2 4-2 4-3 5-3 6-3 6-4 7-4 8-4 | - Helenius (Kiviharju, Kumpulainen) — 13 min 58 s (SN) Alasiurua (Halttunen, Helenius) — 19 min 22 s - Halttunen (Kuusla, Leppä) — 33 min 19 s - Kiiskinen — 43 min 10 s - | Arbitrage : Daniel Eriksson et Loic Ruprecht Juges de lignes : Shane Gustafson et Dominik Schlegel |
| Augustine        | Gardiens | Vinni                                           | | Arbitrage : Daniel Eriksson et Loic Ruprecht Juges de lignes : Shane Gustafson et Dominik Schlegel |
| 8 min            | Pénalités | 6 min                                           | | Arbitrage : Daniel Eriksson et Loic Ruprecht Juges de lignes : Shane Gustafson et Dominik Schlegel |
| 33               | Tirs | 31                                              | | Arbitrage : Daniel Eriksson et Loic Ruprecht Juges de lignes : Shane Gustafson et Dominik Schlegel |

| 24 avril | Lettonie | 1-0 (0-0, 0-0, 1-0) | Norvège | Arena Saint-Jacques, Bâle 372 spectateurs |

| Feuille de match | Feuille de match                    | Feuille de match | Feuille de match | Feuille de match                                                                       |
| ---------------- | ----------------------------------- | ---------------- | ---------------- | -------------------------------------------------------------------------------------- |
|                  | Mots (Mateiko, Bulāns) — 53 min 3 s | 1-0              |                  | Arbitrage : Micha Hebeisen et Adam Kika Juges de lignes : Emil Dalsgaard et Oto Durmis |
| Ozols            | Gardiens                            | Lundberg         |                  | Arbitrage : Micha Hebeisen et Adam Kika Juges de lignes : Emil Dalsgaard et Oto Durmis |
| 8 min            | Pénalités                           | 4 min            |                  | Arbitrage : Micha Hebeisen et Adam Kika Juges de lignes : Emil Dalsgaard et Oto Durmis |
| 19               | Tirs                                | 19               |                  | Arbitrage : Micha Hebeisen et Adam Kika Juges de lignes : Emil Dalsgaard et Oto Durmis |

| 25 avril | Suisse | 0-10 (0-4, 0-2, 0-4) | États-Unis | Arena Saint-Jacques, Bâle 2 091 spectateurs |

| Feuille de match | Feuille de match | Feuille de match                         | Feuille de match | Feuille de match                                                                         |
| ---------------- | --- | ---------------------------------------- | ---------------- | ---------------------------------------------------------------------------------------- |
|                  | Fortescue (Leonard, Hutson) — 15 s Eiserman (Hagens, Vote) — 16 min 11 s Leonard (Buium, Smith) — 16 min 27 s Eiserman (Smith, Vote) — 19 min 7 s Perreault (Smith, Leonard) — 20 min 49 s Leonard (Perreault, Terrance) — 31 min 56 s (SN) Smith (Perreault, Hutson) — 41 min Leonard (Smith, Perreault) — 46 min 37 s Buium — 47 min 52 s (TP) Moore (Fine, Buium) — 55 min 32 s | 1-0 2-0 3-0 4-0 5-0 6-0 7-0 8-0 9-0 10-0 |                  | Arbitrage : Riku Brander et Martin Jobbágy Juges de lignes : Oto Durmis et Simon Riecken |
| Kirsch           | Gardiens | Augustine                                |                  | Arbitrage : Riku Brander et Martin Jobbágy Juges de lignes : Oto Durmis et Simon Riecken |
| 4 min            | Pénalités | 6 min                                    |                  | Arbitrage : Riku Brander et Martin Jobbágy Juges de lignes : Oto Durmis et Simon Riecken |
| 17               | Tirs | 34                                       |                  | Arbitrage : Riku Brander et Martin Jobbágy Juges de lignes : Oto Durmis et Simon Riecken |

| 25 avril | Finlande | 10-2 (4-1, 4-0, 2-1) | Norvège | Arena Saint-Jacques, Bâle 831 spectateurs |

| Feuille de match | Feuille de match | Feuille de match                                 | Feuille de match                                                                            | Feuille de match                                                                             |
| ---------------- | --- | ------------------------------------------------ | ------------------------------------------------------------------------------------------- | -------------------------------------------------------------------------------------------- |
|                  | Kiiskinen (Nurmi, Kiviharju) — 1 min 9 s Leppä (Eliseev) — 6 min 29 s (IN) Väisänen (Kiviharju, Järventie) — 12 min 30 s Kiiskinen (Kiviharju, Nurmi) — 14 min 45 s - Muhonen (Hynninen, Kiiskinen) — 30 min 30 s Järventie — 31 min 23 s Halttunen (Väisänen) — 32 min 49 s Kumpulainen (Halttunen, Jokinen) — 39 min 46 s (SN) - Halttunen (Kiviharju, Kumpulainen) — 55 min 18 s (SN) Helenius (Halttunen, Kangas) — 58 min 34 s | 1-0 2-0 3-0 4-0 4-1 5-1 6-1 7-1 8-1 8-2 9-2 10-2 | - Inderggard (Sætre, Myhre) — 15 min 54 s (SN) - Granath (Bjørnsgaard) — 44 min 35 s (IN) - | Arbitrage : Lukas Kohlmüller et Luděk Pilný Juges de lignes : Niko Jusi et Tobias Nordlander |
| Bjørnsgaard      | Gardiens | Vali                                             |                                                                                             | Arbitrage : Lukas Kohlmüller et Luděk Pilný Juges de lignes : Niko Jusi et Tobias Nordlander |
| 6 min            | Pénalités | 10 min                                           |                                                                                             | Arbitrage : Lukas Kohlmüller et Luděk Pilný Juges de lignes : Niko Jusi et Tobias Nordlander |
| 38               | Tirs | 15                                               |                                                                                             | Arbitrage : Lukas Kohlmüller et Luděk Pilný Juges de lignes : Niko Jusi et Tobias Nordlander |

### Tour de relégation
| 27 avril | Allemagne | 1-6 (0-2, 0-2, 1-2) | Norvège | Raiffeisen Arena, Porrentruy 2 236 spectateurs |

| Feuille de match | Feuille de match                              | Feuille de match            | Feuille de match | Feuille de match                                                                          |
| ---------------- | --------------------------------------------- | --------------------------- | --- | ----------------------------------------------------------------------------------------- |
|                  | - Vinzens (Hildebrand, Focks) — 44 min 28 s - | 0-1 0-2 0-3 0-4 0-5 1-5 1-6 | Indergaard (Vatne, Semmerud-Garcia) — 5 min 23 s Sjøthun (Karlsen) — 7 min 52 s Klungtveit (Vatne) — 34 min 46 s Vatne (Solberg, Haugen) — 38 min 37 s (SN) Vatne (Amundsen, Myhre) — 40 min 58 s - Støen (Boger) — 59 min 58 s (SN) | Arbitrage : Geoffrey Barcelo et Luděk Pilný Juges de lignes : Emil Dalsgaard et Niko Jusi |
| Willerscheid     | Gardiens                                      | Lundberg                    | | Arbitrage : Geoffrey Barcelo et Luděk Pilný Juges de lignes : Emil Dalsgaard et Niko Jusi |
| 26 min           | Pénalités                                     | 28 min                      | | Arbitrage : Geoffrey Barcelo et Luděk Pilný Juges de lignes : Emil Dalsgaard et Niko Jusi |
| 35               | Tirs                                          | 10                          | | Arbitrage : Geoffrey Barcelo et Luděk Pilný Juges de lignes : Emil Dalsgaard et Niko Jusi |

| 29 avril | Norvège | 3-2 (1-1, 2-0, 0-1) | Allemagne | Raiffeisen Arena, Porrentruy 409 spectateurs |

| Feuille de match | Feuille de match | Feuille de match    | Feuille de match                                                                   | Feuille de match                                                                                     |
| ---------------- | --- | ------------------- | ---------------------------------------------------------------------------------- | --- |
|                  | - Myhre (Indergaard, Granath) — 5 min 2 s (SN) Hagen (Granath, Indergaard) — 25 min 26 s (SN) Klungtveit (Støen, Karlsen) — 33 min 8 s - | 0-1 1-1 2-1 3-1 3-2 | Panocha (Sumpf, Vinzens) — 2 min (SN) - Sumpf (Vinzens, Niehus) — 59 min 52 s (JS) | Arbitrage : Geoffrey Barcelo et Nolan Bloyer Juges de lignes : Tobias Nordlander et Dominik Schlegel |
| Lundberg         | Gardiens | Pertuch             |                                                                                    | Arbitrage : Geoffrey Barcelo et Nolan Bloyer Juges de lignes : Tobias Nordlander et Dominik Schlegel |
| 4 min            | Pénalités | 14 min              |                                                                                    | Arbitrage : Geoffrey Barcelo et Nolan Bloyer Juges de lignes : Tobias Nordlander et Dominik Schlegel |
| 35               | Tirs | 16                  |                                                                                    | Arbitrage : Geoffrey Barcelo et Nolan Bloyer Juges de lignes : Tobias Nordlander et Dominik Schlegel |

### Phase finale

#### Tableau
Légende
- P : Prolongations

|  | Quarts de finale                        | Quarts de finale                        | Quarts de finale                        | Quarts de finale                        |            |            | Demi-finales                         | Demi-finales                         | Demi-finales                         | Demi-finales                         |                                      |                                      | Finale                               | Finale                               | Finale                               | Finale                               |
|  |                                         |                                         |                                         |                                         |            |            |                                      |                                      |                                      |                                      |                                      |                                      |                                      |                                      |                                      |                                      |
|  | 27 avril, Raiffeisen Arena à Porrentruy | 27 avril, Raiffeisen Arena à Porrentruy | 27 avril, Raiffeisen Arena à Porrentruy | 27 avril, Raiffeisen Arena à Porrentruy |            |            | 29 avril, Arena Saint-Jacques à Bâle | 29 avril, Arena Saint-Jacques à Bâle | 29 avril, Arena Saint-Jacques à Bâle | 29 avril, Arena Saint-Jacques à Bâle |                                      |                                      | 30 avril, Arena Saint-Jacques à Bâle | 30 avril, Arena Saint-Jacques à Bâle | 30 avril, Arena Saint-Jacques à Bâle | 30 avril, Arena Saint-Jacques à Bâle |
|  | 27 avril, Raiffeisen Arena à Porrentruy | 27 avril, Raiffeisen Arena à Porrentruy | 27 avril, Raiffeisen Arena à Porrentruy | 27 avril, Raiffeisen Arena à Porrentruy |            |            | 29 avril, Arena Saint-Jacques à Bâle | 29 avril, Arena Saint-Jacques à Bâle | 29 avril, Arena Saint-Jacques à Bâle | 29 avril, Arena Saint-Jacques à Bâle |                                      |                                      | 30 avril, Arena Saint-Jacques à Bâle | 30 avril, Arena Saint-Jacques à Bâle | 30 avril, Arena Saint-Jacques à Bâle | 30 avril, Arena Saint-Jacques à Bâle |
|  | B1                                      | États-Unis                              | 4                                       | 4                                       |            |            | 29 avril, Arena Saint-Jacques à Bâle | 29 avril, Arena Saint-Jacques à Bâle | 29 avril, Arena Saint-Jacques à Bâle | 29 avril, Arena Saint-Jacques à Bâle |                                      |                                      | 30 avril, Arena Saint-Jacques à Bâle | 30 avril, Arena Saint-Jacques à Bâle | 30 avril, Arena Saint-Jacques à Bâle | 30 avril, Arena Saint-Jacques à Bâle |
|  | B1                                      | États-Unis                              | 4                                       | 4                                       |            |            | 29 avril, Arena Saint-Jacques à Bâle | 29 avril, Arena Saint-Jacques à Bâle | 29 avril, Arena Saint-Jacques à Bâle | 29 avril, Arena Saint-Jacques à Bâle |                                      |                                      | 30 avril, Arena Saint-Jacques à Bâle | 30 avril, Arena Saint-Jacques à Bâle | 30 avril, Arena Saint-Jacques à Bâle | 30 avril, Arena Saint-Jacques à Bâle |
|  | A4                                      | Tchéquie                                | 1                                       | 1                                       |            |            | 29 avril, Arena Saint-Jacques à Bâle | 29 avril, Arena Saint-Jacques à Bâle | 29 avril, Arena Saint-Jacques à Bâle | 29 avril, Arena Saint-Jacques à Bâle |                                      |                                      | 30 avril, Arena Saint-Jacques à Bâle | 30 avril, Arena Saint-Jacques à Bâle | 30 avril, Arena Saint-Jacques à Bâle | 30 avril, Arena Saint-Jacques à Bâle |
|  | A4                                      | Tchéquie                                | 1                                       | 1                                       | 1          | États-Unis | 7                                    | 7                                    |                                      |                                      |                                      |                                      | 30 avril, Arena Saint-Jacques à Bâle | 30 avril, Arena Saint-Jacques à Bâle | 30 avril, Arena Saint-Jacques à Bâle | 30 avril, Arena Saint-Jacques à Bâle |
|  | 27 avril, Arena Saint-Jacques à Bâle    |                                         |                                         |                                         | 1          | États-Unis | 7                                    | 7                                    |                                      |                                      |                                      |                                      | 30 avril, Arena Saint-Jacques à Bâle | 30 avril, Arena Saint-Jacques à Bâle | 30 avril, Arena Saint-Jacques à Bâle | 30 avril, Arena Saint-Jacques à Bâle |
|  |                                         |                                         | 6                                       | Slovaquie                               | 1          | 1          |                                      |                                      |                                      |                                      |                                      |                                      | 30 avril, Arena Saint-Jacques à Bâle | 30 avril, Arena Saint-Jacques à Bâle | 30 avril, Arena Saint-Jacques à Bâle | 30 avril, Arena Saint-Jacques à Bâle |
|  | B2                                      | Finlande                                | 6                                       | Slovaquie                               | 1          | 1          | 2                                    | 2                                    |                                      |                                      |                                      |                                      | 30 avril, Arena Saint-Jacques à Bâle | 30 avril, Arena Saint-Jacques à Bâle | 30 avril, Arena Saint-Jacques à Bâle | 30 avril, Arena Saint-Jacques à Bâle |
|  | B2                                      | Finlande                                | 29 avril, Arena Saint-Jacques à Bâle    |                                         |            |            | 2                                    | 2                                    |                                      |                                      |                                      |                                      | 30 avril, Arena Saint-Jacques à Bâle | 30 avril, Arena Saint-Jacques à Bâle | 30 avril, Arena Saint-Jacques à Bâle | 30 avril, Arena Saint-Jacques à Bâle |
|  | A3                                      | Slovaquie                               | 3                                       | 3                                       |            |            |                                      |                                      |                                      |                                      |                                      |                                      | 30 avril, Arena Saint-Jacques à Bâle | 30 avril, Arena Saint-Jacques à Bâle | 30 avril, Arena Saint-Jacques à Bâle | 30 avril, Arena Saint-Jacques à Bâle |
|  | A3                                      | Slovaquie                               | 3                                       | 3                                       | États-Unis | États-Unis | 3 P                                  | 3 P                                  |                                      |                                      |                                      |                                      |                                      |                                      |                                      |                                      |
|  | 27 avril, Raiffeisen Arena à Porrentruy |                                         |                                         |                                         | États-Unis | États-Unis | 3 P                                  | 3 P                                  |                                      |                                      |                                      |                                      |                                      |                                      |                                      |                                      |
|  |                                         |                                         | Suède                                   | Suède                                   | 2          | 2          |                                      |                                      |                                      |                                      |                                      |                                      |                                      |                                      |                                      |                                      |
|  | A1                                      | Suède                                   | Suède                                   | Suède                                   | 2          | 2          | 6                                    | 6                                    |                                      |                                      |                                      |                                      |                                      |                                      |                                      |                                      |
|  | A1                                      | Suède                                   |                                         |                                         |            |            |                                      |                                      |                                      |                                      |                                      |                                      |                                      |                                      |                                      |                                      |
|  | B4                                      | Lettonie                                | 1                                       | 1                                       |            |            |                                      |                                      |                                      |                                      |                                      |                                      |                                      |                                      |                                      |                                      |
|  | B4                                      | Lettonie                                | 1                                       | 1                                       | 2          | Suède      | 7                                    | 7                                    | Match pour la troisième place        | Match pour la troisième place        | Match pour la troisième place        | Match pour la troisième place        |                                      |                                      |                                      |                                      |
|  | 27 avril, Arena Saint-Jacques à Bâle    |                                         |                                         |                                         | 2          | Suède      | 7                                    | 7                                    | Match pour la troisième place        | Match pour la troisième place        | Match pour la troisième place        | Match pour la troisième place        |                                      |                                      |                                      |                                      |
|  |                                         |                                         | 4                                       | Canada                                  | 2          | 2          |                                      |                                      | 30 avril, Arena Saint-Jacques à Bâle | 30 avril, Arena Saint-Jacques à Bâle | 30 avril, Arena Saint-Jacques à Bâle | 30 avril, Arena Saint-Jacques à Bâle |                                      |                                      |                                      |                                      |
|  | A2                                      | Canada                                  | 4                                       | Canada                                  | 2          | 2          | 7                                    | 7                                    | 30 avril, Arena Saint-Jacques à Bâle | 30 avril, Arena Saint-Jacques à Bâle | 30 avril, Arena Saint-Jacques à Bâle | 30 avril, Arena Saint-Jacques à Bâle |                                      |                                      |                                      |                                      |
|  | A2                                      | Canada                                  |                                         |                                         |            |            |                                      | 7                                    |                                      |                                      | Slovaquie                            | Slovaquie                            | 3                                    | 3                                    |                                      |                                      |
|  | B3                                      | Suisse                                  | 3                                       | 3                                       |            |            |                                      |                                      |                                      |                                      | Slovaquie                            | Slovaquie                            | 3                                    | 3                                    |                                      |                                      |
|  | B3                                      | Suisse                                  | 3                                       | 3                                       | Canada     | Canada     | 4 P                                  | 4 P                                  |                                      |                                      |                                      |                                      |                                      |                                      |                                      |                                      |
|  |                                         |                                         |                                         |                                         |            |            |                                      |                                      |                                      |                                      |                                      |                                      |                                      |                                      |                                      |                                      |

#### Quarts de finale
| 27 avril | États-Unis | 4-1 (1-0, 1-0, 2-1) | Tchéquie | Arena Saint-Jacques 654 spectateurs |

| Feuille de match | Feuille de match | Feuille de match    | Feuille de match                      | Feuille de match                                                                                     |
| ---------------- | --- | ------------------- | ------------------------------------- | --- |
|                  | Smith (Hutson, Perreault) — 12 min 54 s Leonard (Schulz) — 29 min 7 s - Nelson (Hendrickson) — 54 min 7 s Vote (Hutson, Moore) — 55 min 3 s | 1-0 2-0 2-1 3-1 4-1 | - Petr (Šalé, Štancl) — 50 min 46 s - | Arbitrage : Dominic Cadieux et Lukas Kohlmüller Juges de lignes : Tobias Nordlander et Simon Riecken |
| Augustine        | Gardiens | Hrabal              |                                       | Arbitrage : Dominic Cadieux et Lukas Kohlmüller Juges de lignes : Tobias Nordlander et Simon Riecken |
| 2 min            | Pénalités | 6 min               |                                       | Arbitrage : Dominic Cadieux et Lukas Kohlmüller Juges de lignes : Tobias Nordlander et Simon Riecken |
| 52               | Tirs | 12                  |                                       | Arbitrage : Dominic Cadieux et Lukas Kohlmüller Juges de lignes : Tobias Nordlander et Simon Riecken |

| 27 avril | Finlande | 2-3 (0-1, 0-2, 2-0) | Slovaquie | Raiffeisen Arena 2 378 spectateurs |

| Feuille de match | Feuille de match                                                                                  | Feuille de match    | Feuille de match | Feuille de match                                                                                  |
| ---------------- | ------------------------------------------------------------------------------------------------- | ------------------- | --- | ------------------------------------------------------------------------------------------------- |
|                  | - Halttunen (Junkkari, Helenius) — 45 min 53 s Järventie (Halttunen, Helenius) — 59 min 50 s (JS) | 0-1 0-2 0-3 1-3 2-3 | Dvorský (Eperješi, Cedzo) — 36 s Masnica (Dvorský, Pekarčík) — 22 min 50 s (SN) Cedzo (Pekarčík, Dvorský) — 33 min 47 s - | Arbitrage : Daniel Eriksson et Micha Hebeisen Juges de lignes : Nicolas Boivin et Shane Gustafson |
| Vinni            | Gardiens                                                                                          | Urban               | | Arbitrage : Daniel Eriksson et Micha Hebeisen Juges de lignes : Nicolas Boivin et Shane Gustafson |
| 4 min            | Pénalités                                                                                         | 6 min               | | Arbitrage : Daniel Eriksson et Micha Hebeisen Juges de lignes : Nicolas Boivin et Shane Gustafson |
| 56               | Tirs                                                                                              | 16                  | | Arbitrage : Daniel Eriksson et Micha Hebeisen Juges de lignes : Nicolas Boivin et Shane Gustafson |

| 27 avril | Canada | 7-3 (1-1, 5-1, 1-1) | Suisse | Arena Saint-Jacques 1 498 spectateurs |

| Feuille de match | Feuille de match | Feuille de match                        | Feuille de match | Feuille de match                                                                      |
| ---------------- | --- | --------------------------------------- | --- | ------------------------------------------------------------------------------------- |
|                  | Celebrini (Heidt, Dragicevic) — 16 min 42 s (SN) - Ritchie (Celebrini) — 20 min 37 s Wood (Celebrini, Ritchie) — 24 min 53 s Cristall (Catton, MacDonell) — 26 min 53 s Celebrini (Wood, Price) — 35 min 46 s Catton (MacDonell, Gibson) — 37 min - Cristall — 42 min 4 s - | 1-0 1-1 2-1 3-1 4-1 5-1 6-1 6-2 7-2 7-3 | - Bünzli (Reber, Ustinkov) — 17 min 16 s - Wagner (E. Meier, Zehnder) — 39 min 56 s - Wagner (E. Meier) — 54 min 9 s | Arbitrage : Nolan Bloyer et Riku Brander Juges de lignes : Oto Durmis et Lukáš Rampír |
| Bjarnason        | Gardiens | Huet (35 min 46 s) Kirsch (24 min 14 s) | | Arbitrage : Nolan Bloyer et Riku Brander Juges de lignes : Oto Durmis et Lukáš Rampír |
| 2 min            | Pénalités | 10 min                                  | | Arbitrage : Nolan Bloyer et Riku Brander Juges de lignes : Oto Durmis et Lukáš Rampír |
| 33               | Tirs | 31                                      | | Arbitrage : Nolan Bloyer et Riku Brander Juges de lignes : Oto Durmis et Lukáš Rampír |

| 27 avril | Suède | 6-1 (2-0, 2-1, 2-0) | Lettonie | Raiffeisen Arena 572 spectateurs |

| Feuille de match | Feuille de match | Feuille de match            | Feuille de match                                  | Feuille de match                                                                          |
| ---------------- | --- | --------------------------- | ------------------------------------------------- | ----------------------------------------------------------------------------------------- |
|                  | Nordh (Zether, Willander) — 4 min 17 s Edstrom (Dower Nilsson, Bergström) — 17 min 42 s Stenberg (Willander, Unger Sörum) — 23 min 11 s (SN) - Dower Nilsson (Forsfjäll, Sandin Pellikka) — 35 min 54 s (SN) Stenberg (Unger Sörum, Sandin Pellikka) — 40 min 42 s (JS) Zether (Nordh) — 58 min 56 s | 1-0 2-0 3-0 3-1 4-1 5-1 6-1 | - Livšics (Bulāns, Ansons) — 29 min 57 s (2 SN) - | Arbitrage : Martin Jobbágy et Adam Kika Juges de lignes : Markus Merk et Dominik Schlegel |
| Erliden          | Gardiens | Ozols                       |                                                   | Arbitrage : Martin Jobbágy et Adam Kika Juges de lignes : Markus Merk et Dominik Schlegel |
| 8 min            | Pénalités | 4 min                       |                                                   | Arbitrage : Martin Jobbágy et Adam Kika Juges de lignes : Markus Merk et Dominik Schlegel |
| 55               | Tirs | 16                          |                                                   | Arbitrage : Martin Jobbágy et Adam Kika Juges de lignes : Markus Merk et Dominik Schlegel |

#### Demi-finales
| 29 avril | États-Unis | 7-1 (3-0, 2-1, 2-0) | Slovaquie | Arena Saint-Jacques 2 475 spectateurs |

| Feuille de match | Feuille de match | Feuille de match                          | Feuille de match                            | Feuille de match                                                                                |
| ---------------- | --- | ----------------------------------------- | ------------------------------------------- | ----------------------------------------------------------------------------------------------- |
|                  | Smith (Perreault, Leonard) — 4 min 16 s Hutson (Moore, Fortescue) — 14 min 18 s Smith (Perreault, Buium) — 19 min 26 s (SN) Smith (Hutson, Leonard) — 20 min 50 s Guzzo (Nelson, Fortescue) — 23 min 44 s - Nelson (Minnetian) — 57 min 15 s Eisemann (Minnetian, Guzzo) — 58 min 45 s (SN) | 1-0 2-0 3-0 4-0 5-0 5-1 6-1 7-1           | - Dvorský (Cedzo, Pekarčík) — 31 min 16 s - | Arbitrage : Dominic Cadieux et Daniel Eriksson Juges de lignes : Nicolas Boivin et Lukáš Rampír |
| Augustine        | Gardiens | Urban (24 min 20 s) Fürsten (35 min 40 s) |                                             | Arbitrage : Dominic Cadieux et Daniel Eriksson Juges de lignes : Nicolas Boivin et Lukáš Rampír |
| 8 min            | Pénalités | 33 min                                    |                                             | Arbitrage : Dominic Cadieux et Daniel Eriksson Juges de lignes : Nicolas Boivin et Lukáš Rampír |
| 50               | Tirs | 28                                        |                                             | Arbitrage : Dominic Cadieux et Daniel Eriksson Juges de lignes : Nicolas Boivin et Lukáš Rampír |

| 29 avril | Suède | 7-2 (2-2, 4-0, 1-0) | Canada | Arena Saint-Jacques 1 585 spectateurs |

| Feuille de match | Feuille de match | Feuille de match                         | Feuille de match                                                                 | Feuille de match                                                                           |
| ---------------- | --- | ---------------------------------------- | -------------------------------------------------------------------------------- | ------------------------------------------------------------------------------------------ |
|                  | - Willander (Unger Sörum, Stenberg) — 6 min 59 s (SN) - Edström (Hurtig, Stenberg) — 14 min 34 s Stenberg (Bergström, Sandin Pellikka) — 23 min 57 s Edström (Unger Sörum, Stenberg) — 32 min 47 s Wahlberg (Unger Sörum, Willander) — 34 min 1 s (SN) Stenberg (Unger Sörum, Edström) — 38 min 50 s Forsfjall (Sandin Pellikka, Dower Nilsson) — 53 min 54 s (SN) | 0-1 1-1 1-2 2-2 3-2 4-2 5-2 6-2 7-2      | Celebrini (Morin) — 4 min 31 s (SN) - MacDonell (Allen, Cristall) — 14 min 7 s - | Arbitrage : Riku Brander et Micha Heibesen Juges de lignes : Oto Durmis et Shane Gustafson |
| Erliden          | Gardiens | Bjarnason (20 min) D'Aigle (38 min 30 s) |                                                                                  | Arbitrage : Riku Brander et Micha Heibesen Juges de lignes : Oto Durmis et Shane Gustafson |
| 70 min           | Pénalités | 18 min                                   |                                                                                  | Arbitrage : Riku Brander et Micha Heibesen Juges de lignes : Oto Durmis et Shane Gustafson |
| 29               | Tirs | 35                                       |                                                                                  | Arbitrage : Riku Brander et Micha Heibesen Juges de lignes : Oto Durmis et Shane Gustafson |

#### Match pour la troisième place
| 30 avril | Canada | 4-3 (pr) (0-0, 2-1, 1-2, 1-0) | Slovaquie | Arena Saint-Jacques 2 598 spectateurs |

| Feuille de match | Feuille de match | Feuille de match            | Feuille de match                                                                                               | Feuille de match                                                                            |
| ---------------- | --- | --------------------------- | --- | ------------------------------------------------------------------------------------------- |
|                  | Celebrini (Price, Wood) — 30 min 23 s - Barlow (Wood, Gibson) — 39 min 47 s - Wood (Cristall, Celebrini) — 58 min 50 s (JS) Celebrini (Wood, Gibson) — 67 min 51 s | 1-0 1-1 2-1 2-2 2-3 3-3 4-3 | - Dvorský (Masnica, Štrbák) — 38 min 45 s (SN) - Císar — 41 min 28 s Jenčko (Císar, Kukumberg) — 55 min 33 s - | Arbitrage : Riku Brander et Daniel Eriksson Juges de lignes : Oto Durmis et Shane Gustafson |
| D'Aigle          | Gardiens | Urban                       | | Arbitrage : Riku Brander et Daniel Eriksson Juges de lignes : Oto Durmis et Shane Gustafson |
| 14 min           | Pénalités | 6 min                       | | Arbitrage : Riku Brander et Daniel Eriksson Juges de lignes : Oto Durmis et Shane Gustafson |
| 41               | Tirs | 29                          | | Arbitrage : Riku Brander et Daniel Eriksson Juges de lignes : Oto Durmis et Shane Gustafson |

#### Finale
| 30 avril | États-Unis | 3-2 (pr) (0-1, 0-1, 2-0, 1-0) | Suède | Arena Saint-Jacques 4 342 spectateurs |

| Feuille de match | Feuille de match | Feuille de match    | Feuille de match                                                                                         | Feuille de match                                                                               |
| ---------------- | --- | ------------------- | --- | ---------------------------------------------------------------------------------------------- |
|                  | - Nelson (Buium, Guzzo) — 49 min 44 s Terrance (Eiserman, Smith) — 56 min 44 s (SN) Leonard (Hutson, Moore) — 62 min 20 s | 0-1 0-2 1-2 2-2 3-2 | Ståhlberg (Wahlberg, Dower Nilsson) — 9 min 33 s Nordh (Sandin Pellikka, Forsfjäll) — 26 min 14 s (SN) - | Arbitrage : Dominic Cadieux et Micha Hebeisen Juges de lignes : Nicolas Boivin et Lukáš Rampír |
| Augustine        | Gardiens | Erliden             | | Arbitrage : Dominic Cadieux et Micha Hebeisen Juges de lignes : Nicolas Boivin et Lukáš Rampír |
| 10 min           | Pénalités | 4 min               | | Arbitrage : Dominic Cadieux et Micha Hebeisen Juges de lignes : Nicolas Boivin et Lukáš Rampír |
| 41               | Tirs | 32                  | | Arbitrage : Dominic Cadieux et Micha Hebeisen Juges de lignes : Nicolas Boivin et Lukáš Rampír |

### Classement final
| Place              | Équipe     |
| ------------------ | ---------- |
| Médaille d'or      | États-Unis |
| Médaille d'argent  | Suède      |
| Médaille de bronze | Canada     |
| 4                  | Slovaquie  |
| 5                  | Finlande   |
| 6                  | Suisse     |
| 7                  | Tchéquie   |
| 8                  | Lettonie   |
| 9                  | Norvège    |
| 10                 | Allemagne  |

- en italique, relégué en division IA

### Récompenses individuelles
| Équipe-type des médias                                               |
| Smith Dvorský Stenberg Sander Pellikka Cole Erliden MVP : Will Smith |
| Smith Dvorský Stenberg Sander Pellikka Cole Erliden MVP : Will Smith |

Équipe type IIHF :
- Meilleur gardien : Noah Erliden (Suède)
- Meilleur défenseur : Axel Sander Pellikka (Suède)
- Meilleur attaquant : Will Smith (États-Unis)

### Statistiques individuelles
| Clt | Joueur            | Équipe     | PJ | B | A  | Pts | Pun | +/- |
| --- | ----------------- | ---------- | -- | - | -- | --- | --- | --- |
| 1   | Will Smith        | États-Unis | 7  | 9 | 11 | 20  | 2   | +15 |
| 2   | Gabe Perreault    | États-Unis | 7  | 5 | 13 | 18  | 0   | +15 |
| 3   | Ryan Leonard      | États-Unis | 7  | 8 | 9  | 17  | 4   | +16 |
| 4   | Otto Stenberg     | Suède      | 7  | 7 | 9  | 16  | 4   | +13 |
| 5   | Macklin Celebrini | Canada     | 7  | 6 | 9  | 15  | 6   | +11 |
| 6   | Dalibor Dvorský   | Slovaquie  | 7  | 8 | 5  | 13  | 6   | -1  |
| 7   | Matthew Wood      | Canada     | 7  | 7 | 6  | 13  | 6   | +12 |
| 8   | Cole Hutson       | États-Unis | 7  | 1 | 11 | 12  | 8   | +14 |
| 9   | Cole Eiserman     | États-Unis | 7  | 9 | 2  | 11  | 8   | +3  |
| 10  | Kasper Halttunen  | Suède      | 7  | 2 | 9  | 11  | 0   | +8  |

| Clt                                                                                               | Joueur            | Équipe     | PJ | Min      | BC | Moy  | %Arr  | Bl |
| ------------------------------------------------------------------------------------------------- | ----------------- | ---------- | -- | -------- | -- | ---- | ----- | -- |
| 1                                                                                                 | Noah Erliden      | Suède      | 6  | 362 h 20 | 9  | 1,49 | 94,48 | 2  |
| 2                                                                                                 | Trey Augustine    | États-Unis | 6  | 335 h 32 | 9  | 1,61 | 93,38 | 0  |
| 3                                                                                                 | Michael Hrabal    | Tchéquie   | 5  | 289 h 9  | 15 | 3,11 | 92,02 | 0  |
| 4                                                                                                 | Samuel Urban      | Slovaquie  | 6  | 336 h 30 | 21 | 3,74 | 90,75 | 0  |
| 5                                                                                                 | Ewan Huet         | Suisse     | 4  | 215 h 37 | 9  | 2,50 | 90,00 | 1  |
| 6                                                                                                 | Aksels Ozols      | Lettonie   | 5  | 260 h    | 18 | 4,15 | 88,31 | 1  |
| 7                                                                                                 | Martin Lundberg   | Norvège    | 5  | 240 h 4  | 13 | 3,25 | 87,85 | 0  |
| 8                                                                                                 | Carson Bjarnason  | Canada     | 6  | 273 h 28 | 16 | 3,51 | 84,91 | 1  |
| 9                                                                                                 | Leon Willerscheid | Allemagne  | 4  | 198 h 21 | 20 | 6,05 | 84,62 | 0  |
| 10                                                                                                | Eemil Vinni       | Finlande   | 3  | 177 h 28 | 13 | 4,40 | 80,60 | 0  |
| Nota : seuls sont classés les gardiens ayant joué au minimum 40 % du temps de jeu de leur équipe. |                   |            |    |          |    |      |       |    |

Pour les significations des abréviations, voir statistiques du hockey sur glace.

## Autres divisions

### Division I

#### Groupe A
La compétition se déroule du 23 au 29 avril 2023 à Angers en France.
Légende :
- en gras, promu en division élite
- en italique, relégué en division IB
- Pr : Prolongations
- F : Tirs de fusillade

Pour les significations des abréviations, voir statistiques du hockey sur glace.
| Clt   | Équipe     | PJ | V | VP | D | DP | BP | BC | Diff | Pts |
| ----- | ---------- | -- | - | -- | - | -- | -- | -- | ---- | --- |
| +001, | Kazakhstan | 5  | 4 | 0  | 1 | 0  | 22 | 9  | +13  | 12  |
| +002, | Danemark   | 5  | 3 | 1  | 1 | 0  | 26 | 11 | +15  | 11  |
| +003, | Japon      | 5  | 2 | 1  | 2 | 0  | 13 | 15 | -2   | 8   |
| +004, | Hongrie P  | 5  | 2 | 0  | 2 | 1  | 8  | 15 | -7   | 7   |
| +005, | Ukraine P  | 5  | 0 | 2  | 2 | 1  | 8  | 16 | -8   | 5   |
| +006, | France H   | 5  | 0 | 0  | 3 | 2  | 7  | 18 | -11  | 2   |

| 23 avril | Japon      | 5    | 3 | Danemark   | [ I 2 ]  |
| 23 avril | Ukraine    | 3 F  | 2 | France     | [ I 3 ]  |
| 23 avril | Hongrie    | 0    | 3 | Kazakhstan | [ I 4 ]  |
| 24 avril | Danemark   | 5    | 1 | Ukraine    | [ I 5 ]  |
| 24 avril | Kazakhstan | 5    | 0 | Japon      | [ I 6 ]  |
| 24 avril | France     | 0    | 2 | Hongrie    | [ I 7 ]  |
| 26 avril | Kazakhstan | 3    | 8 | Danemark   | [ I 8 ]  |
| 26 avril | Ukraine    | 3 F  | 2 | Hongrie    | [ I 9 ]  |
| 26 avril | France     | 2    | 4 | Japon      | [ I 10 ] |
| 27 avril | Kazakhstan | 5    | 0 | Ukraine    | [ I 11 ] |
| 27 avril | Hongrie    | 4    | 2 | Japon      | [ I 12 ] |
| 27 avril | Danemark   | 3 Pr | 2 | France     | [ I 13 ] |
| 29 avril | Japon      | 2 Pr | 1 | Ukraine    | [ I 14 ] |
| 29 avril | Danemark   | 7    | 0 | Hongrie    | [ I 15 ] |
| 29 avril | France     | 1    | 6 | Kazakhstan | [ I 16 ] |

#### Groupe B
La compétition se déroule du 10 au 16 avril 2023 à Bled en Slovénie.
Légende :
- en gras, promu en division IA
- en italique, relégué en division IIA
- Pr : Prolongations

Pour les significations des abréviations, voir statistiques du hockey sur glace.
| Clt   | Équipe         | PJ | V | VP | D | DP | BP | BC | Diff | Pts |
| ----- | -------------- | -- | - | -- | - | -- | -- | -- | ---- | --- |
| +001, | Autriche       | 5  | 4 | 0  | 1 | 0  | 21 | 10 | +11  | 12  |
| +002, | Slovénie H     | 5  | 3 | 1  | 1 | 0  | 20 | 13 | +7   | 11  |
| +003, | Italie         | 5  | 3 | 0  | 1 | 1  | 9  | 9  | 0    | 10  |
| +004, | Corée du Sud P | 5  | 2 | 0  | 3 | 0  | 17 | 15 | +2   | 6   |
| +005, | Estonie P      | 5  | 1 | 0  | 4 | 0  | 8  | 21 | -13  | 3   |
| +006, | Pologne        | 5  | 1 | 0  | 4 | 0  | 9  | 16 | -7   | 3   |

| 10 avril | Pologne      | 3 | 1    | Autriche     | [ I 18 ] |
| 10 avril | Estonie      | 2 | 4    | Italie       | [ I 19 ] |
| 10 avril | Corée du Sud | 2 | 4    | Slovénie     | [ I 20 ] |
| 11 avril | Autriche     | 7 | 1    | Estonie      | [ I 21 ] |
| 11 avril | Italie       | 3 | 2    | Corée du Sud | [ I 22 ] |
| 11 avril | Slovénie     | 6 | 3    | Pologne      | [ I 23 ] |
| 13 avril | Estonie      | 2 | 5    | Corée du Sud | [ I 24 ] |
| 13 avril | Italie       | 1 | 0    | Pologne      | [ I 25 ] |
| 13 avril | Slovénie     | 4 | 6    | Autriche     | [ I 26 ] |
| 15 avril | Corée du Sud | 6 | 2    | Pologne      | [ I 27 ] |
| 15 avril | Slovénie     | 4 | 1    | Estonie      | [ I 28 ] |
| 15 avril | Autriche     | 3 | 0    | Italie       | [ I 29 ] |
| 16 avril | Pologne      | 1 | 2    | Estonie      | [ I 30 ] |
| 16 avril | Autriche     | 4 | 2    | Corée du Sud | [ I 31 ] |
| 16 avril | Italie       | 1 | 2 Pr | Slovénie     | [ I 32 ] |

### Division II

#### Groupe A
La compétition se déroule du 9 au 15 avril 2023 à Belgrade en Serbie.
Légende :
- en gras, promu en division IB
- en italique, relégué en division IIB
- Pr : Prolongations

Pour les significations des abréviations, voir statistiques du hockey sur glace.
| Clt   | Équipe          | PJ | V | VP | D | DP | BP | BC | Diff | Pts |
| ----- | --------------- | -- | - | -- | - | -- | -- | -- | ---- | --- |
| +001, | Lituanie        | 5  | 4 | 1  | 0 | 0  | 22 | 5  | +17  | 14  |
| +002, | Croatie P       | 5  | 4 | 0  | 1 | 0  | 28 | 9  | +19  | 12  |
| +003, | Grande-Bretagne | 5  | 2 | 1  | 1 | 1  | 14 | 16 | -2   | 9   |
| +004, | Serbie H        | 5  | 1 | 0  | 3 | 1  | 15 | 24 | -9   | 4   |
| +005, | Roumanie        | 5  | 1 | 0  | 3 | 1  | 11 | 29 | -18  | 4   |
| +006, | Espagne P       | 5  | 0 | 1  | 4 | 0  | 10 | 17 | -7   | 2   |

| 9 avril  | Roumanie        | 3 | 4 Pr | Grande-Bretagne | [ II 2 ]  |
| 9 avril  | Espagne         | 2 | 3    | Croatie         | [ II 3 ]  |
| 9 avril  | Lituanie        | 5 | 3    | Serbie          | [ II 4 ]  |
| 10 avril | Grande-Bretagne | 0 | 7    | Croatie         | [ II 5 ]  |
| 10 avril | Lituanie        | 6 | 0    | Roumanie        | [ II 6 ]  |
| 10 avril | Serbie          | 3 | 4 Pr | Espagne         | [ II 7 ]  |
| 12 avril | Lituanie        | 0 | 5    | Espagne         | [ II 8 ]  |
| 12 avril | Roumanie        | 2 | 11   | Croatie         | [ II 9 ]  |
| 12 avril | Grande-Bretagne | 6 | 2    | Serbie          | [ II 10 ] |
| 13 avril | Croatie         | 1 | 4    | Lituanie        | [ II 11 ] |
| 13 avril | Espagne         | 2 | 3    | Grande-Bretagne | [ II 12 ] |
| 13 avril | Serbie          | 6 | 2    | Roumanie        | [ II 13 ] |
| 15 avril | Roumanie        | 3 | 2    | Espagne         | [ II 14 ] |
| 15 avril | Grande-Bretagne | 1 | 2 Pr | Lituanie        | [ II 15 ] |
| 15 avril | Croatie         | 6 | 1    | Serbie          | [ II 16 ] |

#### Groupe B
La compétition se déroule du 27 mars au 2 avril 2023 à Sofia en Bulgarie.
Légende :
- en gras, promu en division IIA
- en italique, relégué en division IIIA

Pour les significations des abréviations, voir statistiques du hockey sur glace.
| Clt   | Équipe           | PJ | V | VP | D | DP | BP | BC | Diff | Pts |
| ----- | ---------------- | -- | - | -- | - | -- | -- | -- | ---- | --- |
| +001, | Pays-Bas         | 5  | 5 | 0  | 0 | 0  | 26 | 7  | +19  | 15  |
| +002, | Chine            | 5  | 4 | 0  | 1 | 0  | 26 | 14 | +14  | 12  |
| +003, | Taipei chinois P | 5  | 2 | 0  | 3 | 0  | 16 | 25 | -9   | 6   |
| +004, | Bulgarie H       | 5  | 2 | 0  | 3 | 0  | 12 | 16 | -4   | 6   |
| +005, | Australie        | 5  | 2 | 0  | 3 | 0  | 12 | 20 | -8   | 6   |
| +006, | Belgique P       | 5  | 0 | 0  | 5 | 0  | 8  | 20 | -12  | 0   |

| 27 mars   | Australie      | 1 | 6 | Pays-Bas       | [ II 18 ] |
| 27 mars   | Belgique       | 3 | 4 | Taipei chinois | [ II 19 ] |
| 27 mars   | Chine          | 5 | 1 | Bulgarie       | [ II 20 ] |
| 28 mars   | Pays-Bas       | 8 | 1 | Taipei chinois | [ II 21 ] |
| 28 mars   | Chine          | 5 | 2 | Australie      | [ II 22 ] |
| 28 mars   | Bulgarie       | 4 | 0 | Belgique       | [ II 23 ] |
| 30 mars   | Australie      | 5 | 3 | Taipei chinois | [ II 24 ] |
| 30 mars   | Chine          | 6 | 2 | Belgique       | [ II 25 ] |
| 30 mars   | Pays-Bas       | 5 | 1 | Bulgarie       | [ II 26 ] |
| 1er avril | Belgique       | 2 | 4 | Pays-Bas       | [ II 27 ] |
| 1er avril | Bulgarie       | 5 | 2 | Australie      | [ II 28 ] |
| 1er avril | Taipei chinois | 4 | 8 | Chine          | [ II 29 ] |
| 2 avril   | Australie      | 2 | 1 | Belgique       | [ II 30 ] |
| 2 avril   | Taipei chinois | 4 | 1 | Bulgarie       | [ II 31 ] |
| 2 avril   | Pays-Bas       | 3 | 2 | Chine          | [ II 32 ] |

### Division III

#### Groupe A
La compétition se déroule du 12 au 18 mars 2023 à Reykjavik en Islande.
Légende :
- en gras, promu en division IIB
- en italique, relégué en division IIIB

Pour les significations des abréviations, voir statistiques du hockey sur glace.
| Clt   | Équipe               | PJ | V | VP | D | DP | BP | BC | Diff | Pts |
| ----- | -------------------- | -- | - | -- | - | -- | -- | -- | ---- | --- |
| +001, | Israël               | 5  | 4 | 0  | 0 | 1  | 39 | 5  | +34  | 12  |
| +002, | Islande H            | 5  | 4 | 0  | 0 | 1  | 36 | 13 | +23  | 12  |
| +003, | Turquie              | 5  | 3 | 0  | 0 | 2  | 27 | 15 | +12  | 9   |
| +004, | Mexique              | 5  | 3 | 0  | 0 | 2  | 31 | 16 | +15  | 9   |
| +005, | Bosnie-Herzégovine P | 5  | 1 | 0  | 0 | 4  | 8  | 29 | -21  | 3   |
| +006, | Luxembourg P         | 5  | 0 | 0  | 0 | 5  | 3  | 67 | -64  | 0   |

| 12 mars | Israël             | 3  | 1  | Turquie            | [ III 2 ]  |
| 12 mars | Luxembourg         | 0  | 6  | Bosnie-Herzégovine | [ III 3 ]  |
| 12 mars | Mexique            | 3  | 5  | Islande            | [ III 4 ]  |
| 13 mars | Turquie            | 15 | 1  | Luxembourg         | [ III 5 ]  |
| 13 mars | Israël             | 2  | 3  | Mexique            | [ III 6 ]  |
| 13 mars | Islande            | 9  | 0  | Bosnie-Herzégovine | [ III 7 ]  |
| 15 mars | Israël             | 18 | 0  | Luxembourg         | [ III 8 ]  |
| 15 mars | Mexique            | 7  | 2  | Bosnie-Herzégovine | [ III 9 ]  |
| 15 mars | Islande            | 8  | 4  | Turquie            | [ III 10 ] |
| 16 mars | Bosnie-Herzégovine | 0  | 11 | Israël             | [ III 11 ] |
| 16 mars | Turquie            | 5  | 3  | Mexique            | [ III 12 ] |
| 16 mars | Luxembourg         | 0  | 13 | Islande            | [ III 13 ] |
| 18 mars | Bosnie-Herzégovine | 0  | 2  | Turquie            | [ III 14 ] |
| 18 mars | Mexique            | 15 | 2  | Luxembourg         | [ III 15 ] |
| 18 mars | Islande            | 1  | 5  | Israël             | [ III 16 ] |

#### Groupe B
La compétition se déroule du 13 au 16 mars 2023 au Cap en Afrique du Sud.
Légende :
- en gras, promu en division IIIA

Pour les significations des abréviations, voir statistiques du hockey sur glace.
| Clt   | Équipe           | PJ | V | VP | D | DP | BP | BC | Diff | Pts |
| ----- | ---------------- | -- | - | -- | - | -- | -- | -- | ---- | --- |
| +001, | Nouvelle-Zélande | 3  | 2 | 0  | 0 | 1  | 15 | 8  | +7   | 6   |
| +002, | Hong Kong        | 3  | 2 | 0  | 0 | 1  | 13 | 11 | +2   | 6   |
| +003, | Thaïlande        | 3  | 2 | 0  | 0 | 1  | 14 | 9  | +5   | 6   |
| +004, | Afrique du Sud H | 3  | 0 | 0  | 0 | 3  | 4  | 18 | -14  | 0   |

| 13 mars | Nouvelle-Zélande | 4 | 2 | Thaïlande        | [ III 18 ] |
| 13 mars | Afrique du Sud   | 2 | 4 | Hong Kong        | [ III 19 ] |
| 14 mars | Nouvelle-Zélande | 4 | 5 | Hong Kong        | [ III 20 ] |
| 14 mars | Thaïlande        | 7 | 1 | Afrique du Sud   | [ III 21 ] |
| 16 mars | Hong Kong        | 4 | 5 | Thaïlande        | [ III 22 ] |
| 16 mars | Afrique du Sud   | 1 | 7 | Nouvelle-Zélande | [ III 23 ] |